# Donbassiet
Het mineraal donbassiet is een aluminium-fyllosilicaat, een verbinding van een fyllosilicaat met aluminium en acht hydroxylgroepen met de structuurformule Al2[Al2.33][Si3AlO10](OH)8. Het hoort tot de chlorietgroep. De typelocatie is de regio Donbass, het Donetsbekken in Oekraïne, waar het in 1940 is gevonden. Het is wit tot groen- of geelwit, het heeft een witte streepkleur en een parelglans. Het heeft een  monoklien kristalstelsel en een perfecte splijting volgens het kristalvlak [001]. De massadichtheid is 2,63 kg/l, de hardheid is 2 tot 2,5 en het mineraal is niet radioactief. Donbassiet is een hydrothermaal verweringsproduct van andalusiet en spodumeen.